# Förutsebar rättstillämpning
Förutsebar rättstillämpning, vardagligt även förutsägbar rättstillämpning, är en princip inom nationell och internationell lag som innebär att lagar med tillräcklig precision måste definiera det straffbara beteendet samt straffet för att medborgare ska kunna förutse när en handling är straffbar och uppföra sig därefter.
Rättssäkerheten bygger bland annat på principen om förutsebarhet. Förutsebar rättstillämpning krävs för att en demokratisk rättsstat ska kunna garantera mänskliga rättigheter.
För att förutsebarhet ska vara möjligt för medborgarna måste legalitetsprincipen gälla inom straffrätt. I korthet innebär det:
- Det får inte förekomma något straff utan föregående lag. Detta förhindrar retroaktiv lagstiftning. Lagar får alltså inte tillämpas på en tid före lagen infördes.
- Det får inte förekomma något straff utan nedskriven och av lagstiftande församling antagen lag. Detta utesluter sedvanerätt som bas för straff.
- Det får inte förekomma något straff utan väldefinierad lag. Detta kräver att lagar måste definiera det straffbara beteendet och straffet med tillräcklig bestämdhet.
- Det får inte förekomma något straff utan exakt lag. Detta förhindrar tillämpning av analogi. Det är alltså inte tillåtet att tillämpa en bestämmelse i en lag på ett fall där uttrycklig lagbestämmelse saknas.